# Илиадис, Илиас
Илиас Илиадис (греч. Ηλίας Ηλιάδης, имя при рождении — Джарджи Звиадаури (груз. ჯარჯი ზვიადაური); род. 10 ноября 1986 года в Ахмете, Грузинская ССР) — греческий дзюдоист грузинского происхождения, олимпийский чемпион 2004 года в Афинах в весовой категории до 81 кг, трёхкратный чемпион мира, двукратный чемпион Европы, призёр I Европейских игр 2015 в Баку. С 2005 года выступает в весовой категории до 90 кг.

## Биография
Детство спортсмена прошло на окраине Тбилиси, где он тренировался у тренера Гурама Модебадзе. С 15 лет Илиас начал удачно выступать на юношеских международных турнирах, где с ним познакомился его будущий тренер и приемный отец Никос Илиадис, который принял его в семью и дал свою фамилию.
Никос Илиадис родился в 1957 году в Грузии в селе Квемо-Кеди — Кахетия. В Грузии проживало большое количество этнических греков. В 1991 году грекам бывшего СССР разрешили ездить на историческую родину. В этот период начался массовый переезд греков на родину, в рядах переселенцев оказался и Никос Илиадис. Вот таким образом грузин с греческой фамилией оказался в Греции, выступал за национальную сборную.
В 17 лет Илиас выиграл Олимпийские игры 2004 года в Афинах. После этой победы он стал национальным греческим героем. Неслучайно через четыре год на Олимпиаде в Пекине он стал знаменосцем национальной сборной Греции на церемонии открытия Игр.
В 2005 году он завоевывает серебряную медаль чемпионата мира в Каире. В 2007 году выигрывает различные международные турниры и вновь становится вторым на чемпионате мира в Рио-де-Жанейро. В 2010 году на родине дзюдо, в Японии, он становится первым греческим дзюдоистом, получившим золотую медаль на чемпионате мира среди мужчин. Через год в Париже он повторил свой успех, выиграв вторую золотую медаль чемпионата. Тем самым он завоевал путевку на свою третью Олимпиаду 2012, на которой выиграл бронзовую медаль в поединке с бразильцем Тиагу Камило.
В мае 2013 года в Тюмени стал победителем крупного международного турнира World Masters.
В августе 2013 стал бронзовым призёром чемпионата мира в Рио-да-Жанейро, проиграв схватку за выход в финал серебряному призёру ОИ-2012 Аслей Гонсалесу, ставшему в итоге победителем соревнований.
Илиадис является двоюродным братом другого олимпийского чемпиона, грузинского дзюдоиста Зураба Звиадаури.

## Спортивные достижения
| Соревнования                         | Золото | Серебро | Бронза |
| ------------------------------------ | ------ | ------- | ------ |
| Олимпийские игры                     | 1      | 0       | 1      |
| Чемпионаты мира                      | 3      | 2       | 1      |
| Чемпионаты Европы                    | 2      | 0       | 1      |
| Кубки мира / Гран-При / Большой шлем | 7      | 4       | 6      |
| Первенство Европы (U23)              | 2      | 0       | 0      |
| Первенство Европы (U20)              | 0      | 0       | 1      |
| Первенство Европы (U17)              | 1      | 0       | 0      |
| Чемпионаты Греции                    | 5      | 2       | 0      |